# 應灋孫
应灋孙（?—?），又作法孙，字尧成，号芝室。庆元府昌国（今浙江舟山）人。
祖籍庆元府鄞县蜜岩，应繇之子，应傃之侄孙。生平事蹟皆不详。僅知其曾擔任承议郎。《全宋词》录其《霓裳中序第一》和《贺新郎》词二首。